# Aeródromo de El Porvenir (Honduras)
El Aeródromo de El Porvenir (OACI: MHPV) es un aeródromo que sirve a los pueblos de Sabá y El Porvenir en el departamento de Colón en Honduras.

## Información técnica
El aeródromo está ubicado justo al sur de El Porvenir y a 2 kilómetros al norte del río Aguán. Al oeste del aeródromo el terreno presenta una cuesta en ascenso.
El VOR-DME de El Bonito (Ident: BTO) está ubicado a 67,2 kilómetros al oeste-noroeste del aeródromo.